# Lyreus caneparii
Lyreus caneparii là một loài bọ cánh cứng trong họ Zopheridae. Loài này được Magrini, Fancello & Hernando miêu tả khoa học năm 2003.